# Sink the Bismarck!
Sink the Bismarck! és una pel·lícula bèl·lica britànica de 1960 en blanc i negre en CinemaScope basada en el llibre de 1959 The Last Nine Days of the Bismarck de C. S. Forester. És protagonitzada per Kenneth More i Dana Wynter i va ser dirigida per Lewis Gilbert. Fins ara, és l'única pel·lícula realitzada que tracta directament les operacions, la persecució i l'enfonsament del cuirassat Bismarck per la Royal Navy durant la Segona Guerra Mundial. Tot i que les pel·lícules bèl·liques eren habituals a la dècada de 1960, Sink the Bismarck! va ser vista com una mena d'anomalia, amb gran part del seu temps dedicat tant als "planificadors anònims de les entre bastidors com als mateixos combatents". La seva precisió històrica, en particular, va rebre molts elogis malgrat diverses inconsistències.
"Sink the Bismarck!" va ser la inspiració per a la popular cançó de Johnny Horton de 1960, "Sink the Bismarck",a qui Variety atribueix haver augmentat la recaptació de la pel·lícula als Estats Units en aproximadament mig milió de dòlars.
La pel·lícula va tenir la seva estrena reial mundial en presència del duc d'Edimburg a l'Odeon Leicester Square l'11 de febrer de 1960.

## Trama
El febrer de 1939, es bota el cuirassat més potent de l'Alemanya nazi, el Bismarck, iniciant una nova era del poder marítim alemany. El maig de 1941, la intel·ligència naval britànica descobreix que el Bismarck i el creuer pesant Prinz Eugen estan a punt de navegar cap a l'Atlàntic Nord per atacar els combois aliats. Des d'una sala de guerra subterrània de Londres, el capità Jonathan Shepard (Kenneth More), un vidu que té un fill a la Marina, coordina la recerca del temut Bismarck amb l'ajuda de la segona oficial del Reial Servei Naval Femení (WRNS) Anne Davis (Dana Wynter), preocupada pel seu comportament glacial. Els dos vaixells de guerra alemanys s'enfronten al HMS Hood i al HMS Prince of Wales a l'estret de Dinamarca, i els quatre vaixells de guerra s'enfronten a un canoneig mortal.
La batalla resulta en l'aniquilació i la violenta desintegració del Hood , impactant els combatents d'ambdós bàndols. El Prince of Wales està sol i rep foc dels dos vaixells alemanys. Aconsegueix infligir danys a la proa del Bismarck, però el Bismarck respon al foc, destruint el pont del Prince of Wales . El Prince of Wales emet una cortina de fum darrere la qual retirar-se. El Bismarck i el Prinz Eugen també es retiren, però són seguits pels creuers HMS Suffolk i HMS Norfolk que utilitzen el radar. En assabentar-se de la pèrdua del Hood, Winston Churchill dóna l'ordre d'"enfonsar el Bismarck". Més tard, el Prinz Eugen se separa i es dirigeix cap al port de Brest, a la França ocupada, mentre que el Bismarck gira i dispara als creuers britànics per proporcionar cobertura mentre escapa. L'atac obliga els creuers a retirar-se. Un assalt aeri del portaavions HMS Victorious danya els dipòsits de combustible del Bismarck , però el vaixell està en gran part il•lès.
De tornada a la seu d'operacions de Londres, quan el capità Shepard és informat que l'avió del seu fill ha desaparegut, queda devastat. Més tard aposta que l'almirall Gunther Lütjens, el comandant de la flota a bord del Bismarck, ha ordenat el retorn a aigües amigues on els submarins i la cobertura aèria faran impossible l'atac. Planeja interceptar i atacar el vaixell alemany abans que arribi a un lloc segur. Shepard compromet una força desproporcionadament gran a la recerca, i la seva aposta dóna els seus fruits quan el Bismarck es troba navegant cap a la costa francesa. Les forces britàniques tenen un període de temps estret per destruir o frenar les seves preses abans que el suport alemany i la seva pròpia disminució del subministrament de combustible impedeixin futurs atacs. Els avions torpediners Swordfish del HMS Ark Royal tenen dues oportunitats. La primera falla quan els pilots identifiquen erròniament el HMS Sheffield com el Bismarck, però afortunadament els seus nous detonadors de torpedes magnètics són defectuosos, i la majoria exploten tan bon punt toquen el mar. Tornant al portaavions i canviant a explosius de contacte convencionals, el seu segon atac, aquesta vegada al Bismarck, té èxit. Un torpede només causa danys menors; però un segon impacte catastròfic a prop de la popa bloqueja el timó del cuirassat alemany. Poc després, el capità Shepard rep l'avís que el seu fill ha estat rescatat i plora al seu despatx.
Incapaç de reparar el timó, el Bismarck gira en cercles. Durant la nit, dos destructors britànics ataquen el cuirassat destrossat amb torpedes. Un impacta, però el Bismarck respon al foc, enfonsant el destructor HMS Solent. La força principal de vaixells britànics, inclosos els cuirassats HMS Rodney i HMS King George V, troben el Bismarck l'endemà i li llencen una pluja d'obusos. Lütjens insisteix que les forces alemanyes arribaran per salvar-los, però mor quan un obús impacta al pont del Bismarck. Els oficials del pont restants moren i la tripulació abandona el seu vaixell que s'enfonsa. A bord del King George V, l'almirall John Tovey ordena al creuer HMS Dorsetshire,  recentment incorporat, que remati el Bismarck . El creuer dispara torpedes contra el cuirassat alemany, fent que el vaixell s'enfonsi més ràpid del que la seva tripulació pot escapar. El capità del King George V, Wilfrid Patterson, baixa el cap mentre el Bismarck desapareix sota les onades. L'almirall Tovey ordena al Dorsetshire que reculli els supervivents, i finalment diu secament: "Bé, senyors, anem a casa". De tornada a Londres, la capitana Shepherd convida la segona oficial Davis a sopar quan ella diu que són les nou, creient que és de nit, només per descobrir que són les nou del matí. Els dos surten a esmorzar.

## Repartiment

### A terra
- Kenneth More com a capità Jonathan Shepard (More havia servit com a tinent de la Royal Navy al HMS Victorious durant la guerra.)
- Dana Wynter com a Anne Davis, segona oficial del Reial Servei Naval Femení (WRNS).
- Laurence Naismith com a Primer Lord del Mar, Almirall Sir Dudley Pound. (Naismith va servir a l'Artilleria Reial durant la guerra.)
- Geoffrey Keen com a Cap Adjunt de l'Estat Major Naval (ACNS)
- Michael Goodliffe com a Capità Banister. (Capturat a Dunkerque després de rebre un tret a la cama.)
- Maurice Denham com a comandant Richards. (Va servir al Cos Mèdic durant la guerra.)
- Norman Shelley com a veu de Winston Churchill (sense aparèixer als crèdits)
- Jack Watling com a oficial de senyals de la RNVR
- Thomas Waldron Price com a tinent de bandera del primer Lord del Mar
- Seán Barrett com a mariner qualificat Brown
- Victor Maddern com a mariner principal , a l'escena final fora de l'Almirallat (sense acreditar)
- Graham Stark com a sotsoficial Williams
- Russell Napier com a Vicemariscal de l'Aire (sense aparèixer als crèdits)
- John Barron com a oficial d'intel•ligència fotogràfica (sense aparèixer als crèdits)

i
- Edward R. Murrow com ell mateix: Ed Murrow, corresponsal de ràdio de la CBS a Londres el 1941

### Al mar
- Karel Štěpánek com l'almirall Günther Lütjens al Bismarck
- Carl Möhner com a capità Lindemann del Bismarck (veu: Robert Rietti )
- Walter Hudd com a l'almirall Holland, al HMS Hood
- John Stuart com a capità Kerr del HMS Hood
- Esmond Knight com a capità Leach del HMS Prince of Wales. (Knight va servir com a oficial d'artilleria a bord del Prince of Wales , i va resultar greument ferit i cec durant la batalla amb el Bismarck .)
- Johnny Briggs com a jove mariner al Prince of Wales (sense aparèixer als crèdits)
- Sydney Tafler com a Henry, treballador civil a bord del Prince of Wales
- Sam Kydd com a treballador civil a bord del Prince of Wales
- Julian Somers com a treballador civil a bord del HMS Prince of Wales
- Ernest Clark com a capità Ellis, HMS Suffolk
- Mark Dignam com a capità Maund, del HMS Ark Royal
- John Stride com a Tom Shepard, fill del capità Shepard, TAG (telegrafista/artiller aeri) a l'esquadró Swordfish de l'Ark Royal (sense acreditar)
- Donald Churchill com a mariner de l'Ark Royal (sense aparèixer als crèdits)
- Glyn Houston com a mariner del Prince of Wales (sense aparèixer als crèdits)
- David Hemmings com a mariner a Ark Royal (sense aparèixer als crèdits)
- John Horsley com a capità del HMS Sheffield
- Peter Burton com a Capità Philip Vian, 4a Flotilla de Destructors
- Jack Gwillim com a capità Wilfrid Patterson, HMS King George V. (Gwillim va servir 20 anys a la Royal Navy, ascendint al rang de comandant.)
- Michael Hordern com a almirall Sir John Tovey, comandant en cap de la Home Fleet, al HMS King George V. (Hordern va servir com a tinent comandant al HMS Illustrious durant la guerra.)
- Peter Dyneley com a Comandant Jenkins (sense aparèixer als crèdits)
- Michael Balfour com a mariner qualificat – Vigia al Suffolk (sense aparèixer als crèdits)
- Michael Ripper com a mariner qualificat – Vigia al Suffolk (sense aparèixer als crèdits)
- Walter Gotell com a oficial de senyals Mueller al Bismarck (sense aparèixer als crèdits)
- George Pravda com a oficial de control de danys al Bismarck (sense aparèixer als crèdits)
- Anthony Oliver com a oficial d'operacions a l'Ark Royal (sense aparèixer als crèdits)
- Ian Hendry com a oficial meteorològic del King George V (sense aparèixer als crèdits)
- Brian Worth com a oficial de control de torpedes al primer destructor (sense aparèixer als crèdits)
- Edward Judd com a oficial de navegació a bord del Prince of Wales (sense aparèixer als crèdits).

## Desenvolupament

### Guió
Segons sembla, C.S. Forester va escriure la història com a tractament cinematogràfic per a la 20th Century-Fox abans fins i tot d'escriure el llibre.
L'escriptor Edmund H. North va treballar estretament amb la història de Forester, comprimint esdeveniments i línies temporals per tensar la trama. Juntament amb el director, va decidir utilitzar una tècnica d'estil documental, canviant d'una sala de guerra força insular a l'acció que té lloc en cuirassats remots. L'acció es fa més realista quan hi entra en joc l'element humà dels homes en un joc d'enginy i nervis. L'ús d'Edward R. Murrow reprendre les seves emissions de guerra des de Londres també dóna un aire d'autenticitat i una sensació gairebé documental. Lewis Gilbert va dir que era un "guió molt ben escrit", un dels pocs de la seva carrera que amb prou feines va alterar. "Era més aviat una història de detectius", va dir Gilbert.
John Brabourne va oferir la pel·lícula a Gilbert. Van decidir rodar la pel·lícula en blanc i negre per intercalar-la amb material de notícies i fer-la semblar més autèntica.
Els crèdits finals de la pel·lícula identifiquen el director d'operacions com el capità R. A. B. Edwards i "Capità Shepard" com a fictici. Shephard dóna un interès humà afegit, ja que la possible pèrdua de la vida del seu fill en batalla afecta les emocions de Shephard. Hi ha una absència d'una interacció Shepard-Davis per afegir interrelacions de gènere en temps de guerra a la narrativa. Es troba però només al final i quan, amb el Bismark enviat al fons marí, Shepard demana a la jove oficial Wren que li doni una cita per sopar i surten a l'aire assolellat del matí de Londres. De manera similar, la batalla entre les forces britàniques i alemanyes també es recrea com un drama humà, amb l'almirall Lütjens enfrontat al capità Shepard en una "partida d'escacs psicològica".

### Càsting
Lewis Gilbert va suggerir Kenneth More per al paper principal, amb qui ja havia treballat diverses vegades abans. Dana Wynter tenia contracte amb la 20th Century-Fox.

### Vaixells implicats
"Sink the Bismarck!" es va rodar el 1960, quan es retiraven les últimes unitats importants de la flota de la Segona Guerra Mundial. El productor John Brabourne va poder utilitzar la seva influència com a gendre de Lord Mountbatten, aleshores Cap de l'Estat Major de la Defensa, per obtenir la plena cooperació de l'Almirallat. El cuirassat HMS Vanguard que aviat seria desballestat, va proporcionar algunes imatges de les torretes de canons de 15 polzades d'un vaixell capital en acció, i es va utilitzar per a escenes ambientades a bord del HMS Hood, el Prince of Wales , el King George V i el mateix Bismarck.  El creuer HMS  Belfast, ara conservat a Londres, es va utilitzar per representar els creuers implicats en la persecució del Bismarck , inclosos el HMS  Norfolk , el Suffolk , el Sheffield i el Dorsetshire . Un creuer de la classe Dido en reserva es va utilitzar com a plató per a la destrucció del Bismarck,  i un dels seus alts embuts inclinats es veu a les escenes finals.
El portaavions HMS Victorious es mostra breument tal com és ell mateix, tot i l'addició posterior a la guerra d'una gran coberta de vol angular i un enorme radar "recercador" Tipus 984; el mateix vaixell també s'utilitza per representar el HMS Ark Royal navegant des de Gibraltar. Tots els vols d'ambdós portaavions es van filmar a bord del HMS Centaur, clarament marcat amb el seu número de banderí de la postguerra R06, i es van restaurar tres avions Fairey Swordfish supervivents , dels quals dos van volar des de la seva coberta de vol. Aquests tres avions ara formen el nucli del Royal Navy Historic Flight. Un article del 2010 a Aeroplane identifica l'Swordfish que va volar en la producció: l'LS326 , amb el seu número de sèrie real, estava marcat com a "5A" del 825 Esquadró Naval Aeri, mentre que l'NF389 estava marcat com a LS423 / "5B". El mateix actor interpreta el líder de l'atac del Swordfish del HMS Victorious (en realitat, el tinent comandant Eugene Esmonde VC, DSO), i també el pilot del HMS Ark Royal que més tard va disparar el torpede que va paralitzar l'aparell de direcció del Bismarck (en realitat, el tinent John Moffat RNR).
Els destructors utilitzats per representar els atacs nocturns amb torpedes van ser el destructor classe C HMS Cavalier, que representa el vaixell insígnia del "Capità (D) de la 4a Flotilla de Destructors" (en realitat, el Capità Vian del HMS Cossack), i el destructor de classe Battle HMS Hogue, que representa el fictici HMS  Solent que el Bismarck destrueix a la pel•lícula. Els seus números de banderí es poden distingir amb força claredat, tot i que estan invertits a causa de la convenció de la pel•lícula que els vaixells britànics s'han de moure d'esquerra a dreta a la pantalla i els vaixells alemanys viceversa. Aquestes van ser les últimes classes de destructors construïdes durant la guerra i les últimes a tenir el contorn clàssic dels destructors del Programa d'Emergència de Guerra. El HMS Cavalier va romandre en servei fins al 1972, l'últim destructor de la Royal Navy que va servir a la Segona Guerra Mundial, i ara es conserva a la drassana de Chatham per commemorar tots aquests vaixells, però el HMS Hogue, més nou i més gran , va ser desmantellat poc després que s'acabés la pel•lícula, després d'una col•lisió davant de Ceilan amb el creuer indi INS  Mysore (anteriorment HMS Nigeria).
Els models grans dels principals vaixells de guerra Bismarck, HMS Hood, HMS Prince of Wales, HMS King George V, HMS Rodney i els creuers de la classe County, són generalment precisos, tot i que el HMS Hood es representa en una configuració lleugerament anterior a la que realment va explotar. L'ús de models en un tanc d'estudi es va intercalar amb imatges de temps de guerra i seqüències escenificades utilitzant vaixells de guerra de mida real disponibles. Els canons antiaeris del Bismarck , però, estan representats per imatges d'arxiu de canons navals britànics QF de 2 lliures.

## Recepció

### Crítica
En general, la precisió històrica de Sink the Bismarck! va ser elogiada pels crítics, i Variety la va qualificar de "recreació cinematogràfica de primer nivell d'un esdeveniment històric emocionant". Una crítica contemporània del New York Times feta per AH Weiler també va defensar el seu realisme dient que "un espectador no podria demanar més autenticitat". No obstant això, va continuar criticant tant l'actuació com els constants canvis d'escena "des de l'Almirallat planificant les sales fins als ponts dels vaixells al mar", afirmant que això disminuïa "l'eficàcia general" d'ambdues escenes. Film4 va elogiar la seva cinematografia, assenyalant que "recreava de manera molt realista escenes a la Sala de Guerra de l'Almirallat", així com "episodis excel•lentment filmats utilitzant models en miniatura".
Durant el període de postguerra, les pel•lícules de guerra van ser un element bàsic de la indústria cinematogràfica britànica, amb Sink the Bismarck! com a exemple, compartint els "temes, actors... estil visual i missatges ideològics comuns" del gènere. La revista britànica Radio Times va valorar positivament Sink the Bismarck!, afirmant que "aquesta bona pel•lícula captura completament les tensions, els perills i les complexitats de la batalla concentrant-se tant en els planificadors anònims com en els mateixos combatents", alhora que lloava l'actuació de More. Es va cridar l'atenció sobre les maneres en què es desviava d'altres pel•lícules de guerra de l'època, comentant específicament com "hi ha un respecte per l'enemic que falta en molts anteriors onejadors de banderes". La pel•lícula va rebre una qualificació de quatre estrelles.
Les contínues incursions de Gilbert en esdeveniments que van donar forma a l'experiència bèl·lica britànica reflectien la seva pròpia formació com a cineasta en temps de guerra. Les seves pel•lícules van fusionar episodis històrics i el paper de l'individu, i *Sink the Bismarck!* es caracteritza per tenir un "impacte emocional, sobretot perquè la direcció de Gilbert se centra implacablement en la dimensió humana enmig de la història".

### Taquilla
Sink the Bismarck! va ser ben rebuda pel públic i, segons Kine Weekly , va ser la segona pel•lícula més popular estrenada a la Gran Bretanya el 1960 (després de Doctor in Love).  La pel•lícula va replicar l'èxit d'altres produccions britàniques de temàtica bèl·lica de la dècada que també van rebre una bona recaptació de taquilla, com ara including The Cruel Sea (1953), The Dam Busters (1955) and Reach for the Sky (1956). A diferència de la majoria de pel•lícules bèl·liques britàniques, Sink the Bismarck! va ser un èxit sorpresa a Amèrica del Nord. Gilbert es va sorprendre per la popularitat de la pel•lícula als Estats Units, ja que Reach for the Sky havia fracassat en aquell país, i això tenia una forta història personal que Sink the Bismarck! no tenia; i la batalla no va involucrar els Estats Units en absolut. (Això va portar a Gilbert a rebutjar l'oferta d'un percentatge significatiu dels beneficis de Sink the Bismarck!, cosa que més tard va lamentar. El 1996 va dir que encara en rebia alguns diners.) La pel•lícula va ser la més reeixida de More als Estats Units.
La cançó de Johnny Horton "Sink the Bismarck", que va arribar al número 3 a les llistes de música pop i country dels Estats Units, no era un vincle original amb la pel•lícula i no va aparèixer a la pel•lícula, però va ser fonamental per presentar la pel•lícula al públic americà. A més de la seva difusió i èxit a les llistes, la cançó de Horton es va utilitzar al tràiler promocional americà. Variety va estimar que mig milió dels ingressos es podrien atribuir a l'èxit de la cançó.

## Precisió històrica
Sink the Bismarck! es va rodar abans del 1975, quan es va desclassificar el desxiframent de codis britànic a Bletchley Park, per la qual cosa no va revelar que les intuïcions de Shepard sobre els moviments del Bismarck estiguessin recolzades per la intel•ligència. La radiogoniometria i l'anàlisi del trànsit van mostrar que el 25 de maig, el Bismarck va deixar de parlar amb Wilhelmshaven i va reprendre amb París, i Shepard es va comprometre amb la creença que el Bismarck es dirigia cap a la costa francesa. El canvi de ràdio de Wilhelmshaven a París podria haver estat causat pel fet que el Bismarck va creuar la línia entre el sud de Groenlàndia i el nord de les Hèbrides, cosa que el va situar sota el Grup Oest en lloc del Grup Nord. No obstant això, la intuïció de Shepard es va demostrar correcta quan, per sort, una transmissió Enigma de la Luftwaffe va ser interceptada i descodificada a Bletchley Park, revelant que el Bismarck es dirigia cap a Brest per reparar una fuita de petroli. El codi Enigma de la Luftwaffe s'havia desxifrat al principi de la guerra, a diferència del codi Enigma de la marina alemanya, que només es va poder desxifrar més tard i només va ser objecte d'anàlisi del trànsit durant la persecució del Bismarck. Els danys durant la seva batalla amb el HMS Hood i el HMS Prince of Wales van causar inundacions que van situar la proa del Bismarck a penes per sobre del nivell del mar. Les taques de petroli causades pels impactes del HMS Prince of Wales eren evidents. A la pel•lícula, la proa del Bismarck roman a la seva alçada normal sobre el nivell del mar.
Alguns errors menors afecten l'aspecte visual del Bismarck . Quan un espia a Kristiansand, Noruega , veu el Bismarck arribar a aigües noruegues (navegant des de l'est), es mostra el vaixell navegant de dreta a esquerra (des de l'oest). El Bismarck no té camuflatge aparent, però de fet, el vaixell encara tenia un "camuflatge bàltic" a ratlles als costats, que es va treure poc abans de sortir al mar. A més, el Spitfire de reconeixement fotogràfic que fotografia el Bismarck i el Prinz Eugen en un fiord es mostra en dues versions diferents, cadascuna amb cúpules diferents.
"Sink the Bismarck!" simplifica els moviments del HMS Hood i del HMS Prince of Wales a la batalla. La pel•lícula mostra una ordre primerenca de virar per permetre que els vaixells britànics disparessin andanades completes. En realitat, primer intentaven escurçar la distància, presentant objectius més petits als vaixells alemanys però utilitzant només les seves torretes davanteres, cosa que va reduir el seu avantatge de potència de foc en vuit grans canons, mentre que el Bismarck i el Prinz Eugen disparaven andanades completes de tots els seus canons principals. La pel•lícula no mostra que el HMS Hood confongués el creuer pesat Prinz Eugen amb el Bismarck , disparant primer al vaixell equivocat abans de corregir el seu foc. Només en els seus últims moments el HMS Hood va començar un gir per disparar una andanada sobre el Bismarck . El HMS Hood va ser impactat durant aquest gir i va explotar. El gir va presentar el blindatge de coberta del Hood en un angle més vulnerable a la penetració de projectils i s'ha citat com una possible causa de l'explosió i la seva posterior destrucció, un tema que la pel•lícula no tracta. Es mostra el HMS Hood disparant a babord mentre que el Bismarck dispara a estribord; de fet, va ser a l'inrevés.
En una escena, Lütjens especula que després que el Bismarck hagi estat reparat a Brest, els dos cuirassats alemanys amb base allà, el Gneisenau i el Scharnhorst, podrien unir-se al Bismarck en el bombardeig dels vaixells aliats. No hi ha constància d'aquesta discussió en aquell moment, tot i que hauria estat possible que el Bismarck sortís amb els dos cuirassats si el Bismarck hagués arribat al port.
Es va fer una altra desviació històrica en representar l'enfrontament nocturn entre els destructors britànics i el Bismarck. La representació cinematogràfica mostra tres impactes britànics amb torpedes, mentre que el destructor britànic HMS Solent és impactat i destruït pel Bismarck. No hi va haver cap destructor anomenat Solent ni cap atac de torpedes reeixit, tot i que el submarí de classe HMS Solent va existir durant la guerra com a submarí operant a la Flota Oriental el 1944. El 26 de maig, un esquadró de destructors de la Royal Navy, liderat pel capità (més tard almirall ) Philip Vian al HMS Cossack, va intercanviar trets durant atacs de torpedes fallits, amb el Bismarck infligint danys menors als destructors L'acció heroica del destructor polonès adjunt Piorun (ex HMS Nerissa de classe N ) no es va representar, tot i que va navegar directament cap al Bismarck, fent senyals de "Sóc polonès" mentre avançava, però cap dels seus trets va encertar el blanc.
L'avió que finalment va localitzar el Bismarck després que escapés de ser detectat pels HMS Suffolk i HMS Norfolk es mostra correctament com un Catalina, però el fet que fos pilotat per un oficial de la Reserva Naval americana, l'alferes Leonard Smith, no es va poder revelar fins molt després de la guerra, ja que els Estats Units eren neutrals en el moment del combat Els atacs del Swordfish de la Fleet Air Arm mostren alguns avions abatuts; no es va perdre cap Swordfish a causa dels canons del Bismarck i tots es van recuperar. Tanmateix, durant l'atac aeri del HMS Victorious , dos caces d'escorta Fairey Fulmar es van quedar sense combustible i van abandonar. Es van rescatar tres avions d'una llanxa de goma.
Sink the Bismarck! tampoc mostra esdeveniments controvertits després que el Bismarck s'enfonsés, inclosa la ràpida partida del {{HMS|Dorsetshire|40|6} després de rescatar només 110 supervivents, perquè els britànics sospitaven que un submarí alemany era a la zona i es van retirar.
Potser l'error històric més significatiu és que la pel•lícula situa l'operació d'intel•ligència naval britànica a l'Almirallat, Whitehall, Londres . El centre real de les operacions d'intel•ligència durant la Batalla de l'Atlàntic i la persecució de Bismarck va ser a Derby House, Liverpool.

### Representació de Günther Lütjens
La pel•lícula ha estat criticada per la seva representació de l'almirall alemany Günther Lütjens, que és retratat com un nazi compromès estereotipat, embogit per la seva creença intrèpida que el Bismarck és insubmergible. En realitat, Lütjens no estava d'acord amb les polítiques nazis; juntament amb dos altres comandants de la marina, havia protestat públicament contra la brutalitat dels crims antisemites durant la Kristallnacht. Se'l retrata dient "No oblideu mai que sou nazis", però el terme "nazi" era un terme pejoratiu curt utilitzat pels alemanys per referir-se al nom complet "Nationalsozialisten" ("nacionalsocialistes") que s'ha convertit en el nom comú utilitzat en anglès per referir-se a la ideologia i els seus seguidors.  Va ser un dels pocs oficials que es va negar a fer la salutació nazi quan Hitler va visitar el Bismarck abans de la seva primera i última missió, utilitzant deliberadament en canvi la tradicional salutació naval.  Era pessimista sobre les possibilitats d'èxit de la missió del Bismarck i es va adonar que seria una tasca descoratjadora.
La pel•lícula mostra Lütjens ordenant al capità Ernst Lindemann que obrís foc contra el HMS Hood i el HMS Prince of Wales . En realitat, Lütjens va ordenar a Lindemann que evités enfrontar-se al HMS Hood ; Lindemann es va negar i va ordenar als canons del vaixell que obrís foc.

## Altres produccions
Un ressorgiment de l'interès pel Bismarck es va reflectir en nombroses publicacions que van seguir la pel•lícula, així com en una varietat de maquetes que es van produir. Quan l'expedició del Dr. Robert Ballard de 1989 per localitzar i fotografiar les restes del cuirassat va resultar ser un èxit, es va centrar més l'atenció en la història del Bismarck.  També s'han produït diversos documentals, inclosa la minisèrie de Channel 4 Battle of Hood and Bismarck (2002) i Hunt for the Bismarck, emès el 2007 a la cadena History Channel a tot el món.